# 链子喷泉
41°7′52.2″N 14°46′29.47″E / 41.131167°N 14.7748528°E

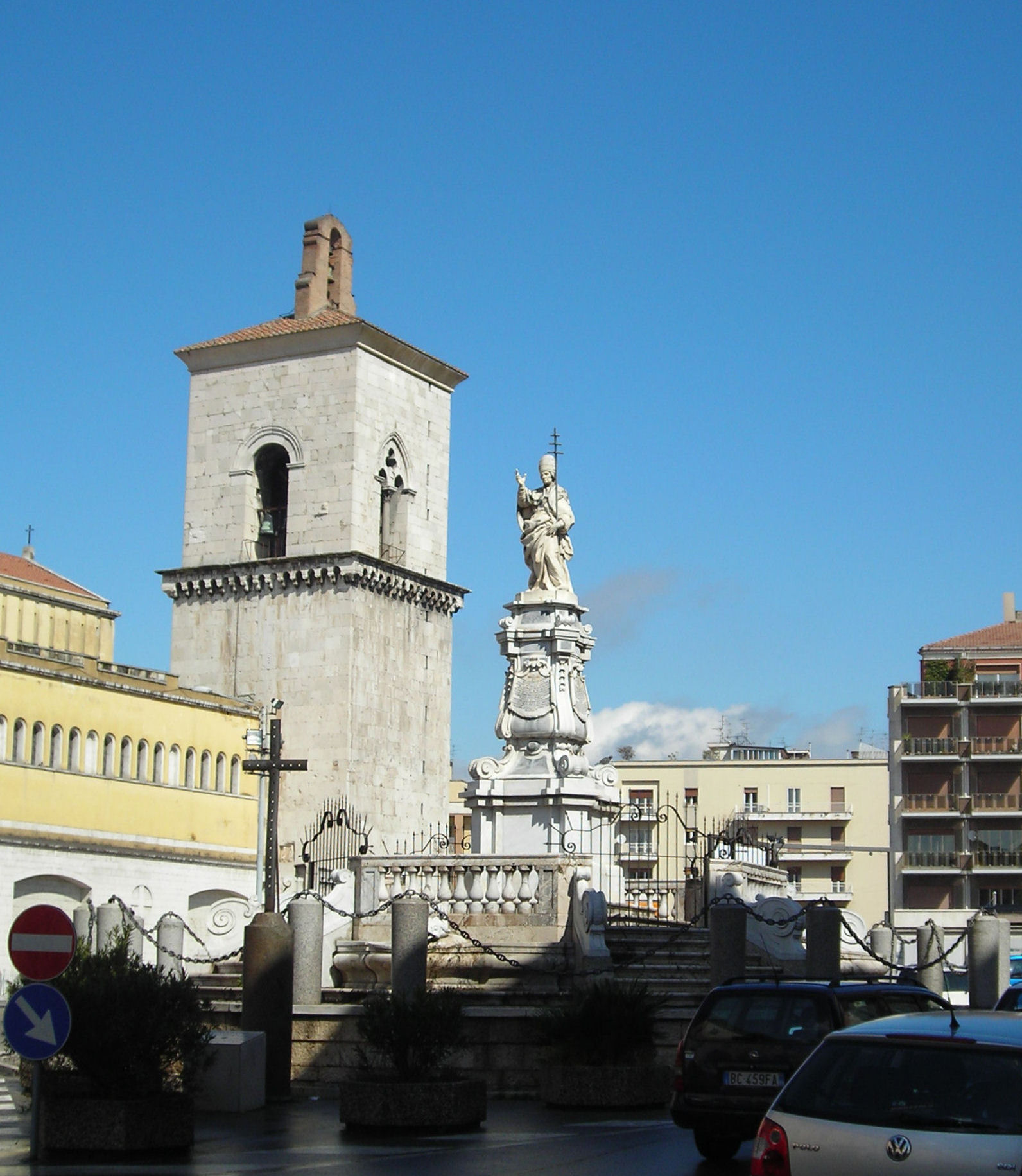
链子喷泉，背景是主教座堂钟楼

链子喷泉（Fontana delle Catene）是一个巨大的巴洛克喷泉，位于意大利南部城市贝内文托老城区的主教座堂广场（Piazza Duomo）和奥尔西尼广场（Piazza Orsini）之间。它得名于周围环绕的铁链。
链子喷泉曾座落在圣巴尔多禄茂圣殿广场中心五个世纪之久，1688年地震时倒塌。此后重建，又毁于1702年地震。目前的链子喷泉由奥尔西尼总主教建于1705年9月5日。1778年，本笃十三世祝福了雕塑。1943年9月的轰炸严重损害了喷泉雕像。经过罗马大师Giovanni Sparla漫长而精心的修复，雕像于1992年6月21日重新矗立。